# Финикийская колонизация
Финикийская колонизация — расселение финикийцев в Средиземноморье и прилегающих регионах во II—I тысячелетиях до н. э. В отличие от частично синхронной ей греческой колонизации носила в большей степени не аграрный, а торговый характер. Уже к IX веку до н. э. в Испании, Италии и Северной Африке насчитывалось около 300 постоянных финикийских колоний. Крупнейшим городом-метрополией был Тир.

## Причины
Довольно рано основой экономики Финикии стала морская торговля, поэтому главной причиной, вызвавшей колонизационное движение финикийцев, было стремление купечества закрепиться на важнейших торговых путях Средиземноморья. Кроме того, оно было связано с желанием правящих классов финикийских городов-государств сгладить социальные конфликты за счёт вывода «лишнего» населения. В основании колоний могли принимать участие разнородные элементы, например, крестьяне, потерявшие землю, и свободные ремесленники, не выдержавшие конкуренции крупных мастерских, в которых эксплуатировался рабский труд. Но были среди них и представители состоятельных кругов, не имевших непосредственного доступа к власти.

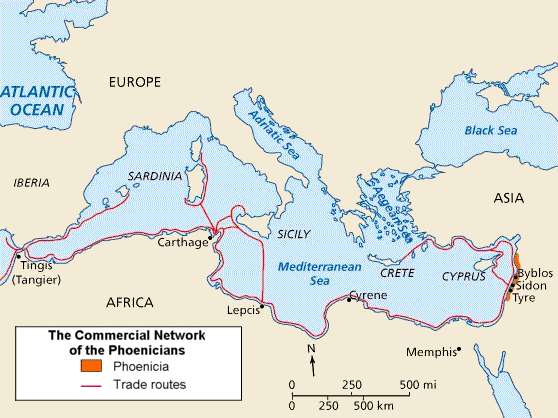
Основные торговые пути финикийцев

Выведение колоний, а в большой степени и торговля были обязаны поддержке и даже инициативе правительства. В этих условиях возникшие города и селения стали частью Тирской державы, хотя сейчас трудно установить формы и степень зависимости от метрополии. Известно, что в Карфагене Кипрском находился наместник царя, именовавший себя его рабом и носивший титул сукин. Видимо, в финикийских городах Кипра, близкого к Финикии, власть царя ощущалась довольно сильно. Осуществлять строгий контроль за более отдалёнными колониями было труднее, и всё же попытка Утики уклониться от уплаты дани вызвала карательную экспедицию из Тира. Позже карфагеняне отправляли в свои колонии специальных резидентов для контроля над жизнью этих городов. Не исключено, что эту практику они заимствовали из метрополии, и в таком случае можно полагать, что и в свои колонии тирские власти отправляли подобных резидентов. В этом правиле было одно важное исключение — Карфаген. Он был основан в конце IX века до н. э., но не по инициативе тирского царя, а группой оппозиционной знати во главе с сестрой царя Элиссой, которая и стала царицей города. Здесь уже не могло быть речи о политическом подчинении Карфагена Тиру, хотя духовные связи с метрополией карфагеняне поддерживали на протяжении всей своей истории.
Политическое подчинение Финикии ассирийцам не могло не сказаться на судьбах Тирской державы. Ещё в конце VIII — начале VII в. до н. э. финикийские города на Кипре подчинялись Тиру: его царь бежал на остров, явно в свои владения, от нападения Синаххериба. Но уже преемник Синаххериба, Асархаддон, обращался с финикийскими царями Кипра как с собственными подданными, независимо от Тира или Сидона. По-видимому, именно в первой половине VII века финикийцы Кипра вышли из-под власти Тира. Окончательный удар державе нанесли события 80—70-х годов VI века до н. э., когда после долгой осады в 573 году Навуходоносор II подчинил Тир, где даже на какой-то момент была ликвидирована царская власть. И вскоре после этого тартессии начали наступление на финикийские колонии в Испании, видимо использовав то, что те лишились поддержки метрополии. Некоторые финикийские поселения там погибли. Колониальная держава, созданная Тиром, скорее всего, перестала существовать. Её место в Западном Средиземноморье заняла другая финикийская держава, во главе которой встал Карфаген.

## Периодизация

### Первый этап
Первый этап колонизации охватывает вторую половину XII — первую половину XI века до н. э. Финикийцы двигались двумя путями: один шел к Родосу, затем вдоль западного побережья Малой Азии к Фасосу, другой — от Родоса вдоль южной кромки Эгейского архипелага к Сицилии, оттуда к северному выступу Африки и, наконец, вдоль африканского побережья в Южную Испанию. Золотоносный Фасос и обильная серебром Испания были главными целями колонистов. По дороге же к ним финикийцы создавали промежуточные пункты. Такие пункты возникли на Мелосе в Эгейском море, на Кифере к югу от Пелопоннеса, на восточном и южном берегах Сицилии, в Северной Африке. Античное предание рассказывает о трёхкратной попытке тирийцев обосноваться в Южной Испании, и это, видимо, связано с сопротивлением местного населения. Лишь на третий раз на небольшом острове у самого побережья уже за Столпами Геракла финикийцы основали город, получивший характерное наименование Гадир — «крепость»; позже римляне этот город именовали Гадесом. Видимо, в промежутке между этими попытками с целью создания плацдарма для проникновения в Испанию на северо-западе Африки, тоже уже за Столпами Геракла, был основан Ликсус.
На этом этапе финикийская колонизация носила преимущественно торговый характер. Важнейшей целью финикийцев были драгоценные металлы. В ответ они предлагали масло, различные безделушки, мелкий морской товар, ткани. Характер этих товаров привел к тому, что материальных следов финикийской торговли осталось мало. Да и был это, вероятнее всего, немой обмен, когда участники сделки выкладывали свои товары, пока обе стороны не соглашались их взять. В некоторых случаях финикийцы и сами эксплуатировали рудники, как это было на Фасосе.
В это время финикийцы основывали и простые опорные пункты для ведения торговли или обеспечения её безопасности, и фактории без постоянного населения, и якорные стоянки. Важную роль играли храмы, зачастую предшествующие основанию городов, как это было в Гадесе и Ликсусе: они давали торговцам ощущение божественного покровительства и безопасного рынка. Некоторые храмы, как на Фасосе, могли выступать и как организаторы производства. Создавались тогда и настоящие города с постоянным населением, как Гадир в Испании и Утика в Африке.

### Второй этап

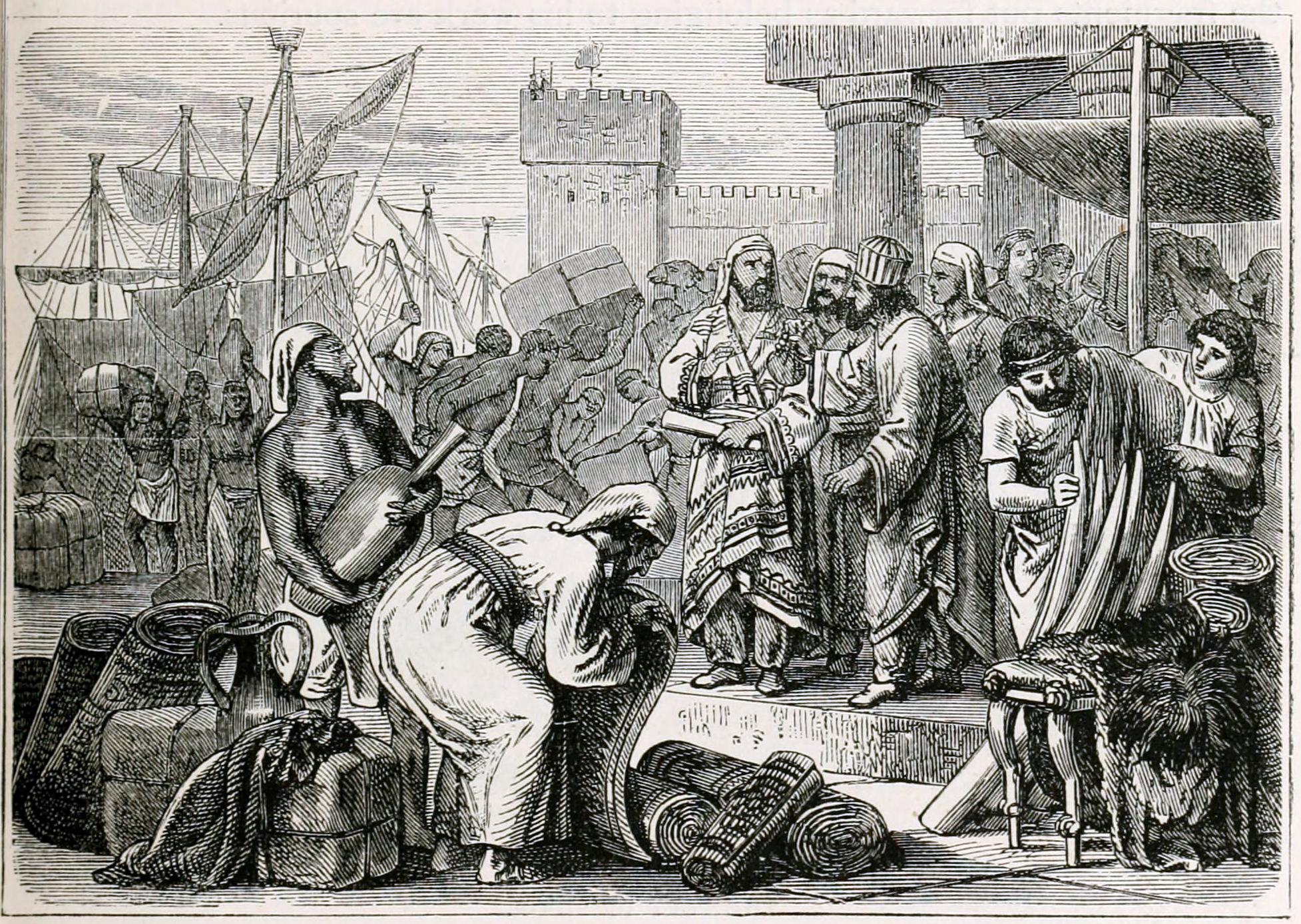
Финикийские купцы и торговцы. Рисунок из английской научно-популярной книги конца XIX века

Промежуток приблизительно в два века отделяет первый этап колонизации от второго (IX—VII века до н. э.). Экономические и политические проблемы, возникшие на Востоке, обусловили возобновление колониальной экспансии. Наибольший размах она приобретает во второй половине IX века до н. э. В Восточном Средиземноморье возможности финикийской экспансии были ограничены. Здесь вновь набрали силу крупные централизованные государства, а в Эгейском бассейне передвижения греков и фракийцев привели к вытеснению финикийцев с уже занятых островов. В самой Греции в условиях начавшегося формирования полиса места для финикийской колонизации также не было. Поэтому там финикийцы если и селились, то не создавали самостоятельных государственных образований и быстро эллинизировались. В других странах они могли создавать отдельные кварталы-фактории, как Тирский стан в египетском Мемфисе. И только на Кипре финикийцы основали колонии в южной части острова. Кипр стал базой их дальнейшего продвижения на запад. Через этот остров финикийцы двигались в Западное Средиземноморье.
В Западном Средиземноморье сфера финикийской колонизации на её втором этапе изменилась. Теперь в неё вошла Сардиния. Она привлекла колонистов и своими минеральными богатствами, и плодородием почвы, и стратегическим положением, открывавшим путь к Италии, Корсике, Галлии, Испании. В IX—VII веках до н. э. на южном и западном берегах Сардинии возник целый ряд финикийских городов: Нора, Сулки, Битан, Таррос, Каларис. Сравнительно рано финикийцы стали обосновываться и внутри острова.
Вторым новым районом колонизации стали небольшие, но очень важные острова между Сицилией и Африкой: Мелита и Гавлос. Там тирийцы обосновались в VIII веке до н. э. Эти острова были важнейшими пунктами связи между метрополией и самыми западными окраинами финикийского мира.
В Южной Испании к концу VIII века до н. э. сформировалась Тартессийская держава, вступившая в разнообразные контакты с финикийцами. Усиление этих контактов потребовало создания новых пунктов на Пиренейском полуострове. И вот на его южном берегу, но уже восточнее Столпов Геракла, финикийцы создали в VIII—VII веках до н. э. множество поселений различного масштаба и значения, некоторые из которых существуют и в наши дни. Создание колоний на Средиземноморском, а не Атлантическом, как ранее, побережье Южной Испании было вызвано, видимо, политикой тартессийских монархов, которые не желали укрепления конкурентов в непосредственной близости от центра державы, который находился в устье Бетиса, впадающей в Атлантический океан непосредственно к западу от Столпов.

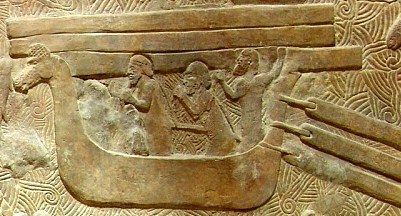
Финикийский корабль, перевозящий строевой лес, на рельефе из Дур-Шаррукина (VIII век до н. э.). Лувр

На Сицилии в VIII веке до н. э. с началом греческой колонизации финикийцы покинули восточное и южное побережье и сконцентрировались в западной части острова. Созданные там города Мотия, Солунт и Панорм обеспечивали связи с уже колонизированными районами Сардинии и Африки.
В центральной части Северной Африки, где еще ранее была основана Утика, теперь возникло несколько новых финикийских городов, в том числе Карфаген. На северо-западе этого материка южнее Ликсуса финикийцы обосновались вокруг залива, носившего по-гречески красноречивое название «Эмпорик» (Торговый).
По-прежнему основная цель финикийцев — металлы. Однако теперь речь идёт уже не только о золоте и серебре, но и о необходимых для ремесла железе, свинце, олове. Другая цель колонизации на этом этапе — приобретение земель: недаром центр колонизационной активности во многом переместился из Испании, где тартессии не давали возможности обосноваться в плодородной долине Бетиса, в центр Средиземноморского бассейна — в плодородную Сардинию и славившийся своими земельными богатствами тунисский выступ Африки. Сама колонизация приобрела гораздо больший размах, и масса переселенцев увеличилась.
В колониях наряду с торговлей стали развиваться ремесло, земледелие и, разумеется, рыболовство. Увеличилось количество городов. Наряду с ними возникли и небольшие поселения; одни из них развивали многоотраслевую экономику, а другие сосредоточивались на какой-либо одной отрасли. Финикийцы стали проникать и во внутренние районы тех или иных территорий. Изменились отношения колонистов с местным населением. Последнее теперь уже настолько развилось, что не ограничивалось немым обменом и начало вступать в самые разнообразные контакты с пришельцами. Эти контакты охватили в конце концов всю экономическую, политическую и культурную сферу. Там, где для этого имелись условия, возникли локальные варианты «ориентализирующей» цивилизации. Таковой была тартессийская, развивавшаяся на юге Пиренейского полуострова в VIII—VI веках до н. э. Возникло и обратное влияние местного населения на колонистов, что привело к появлению местных ответвлений финикийской культуры. Окружающие жители выступили, таким образом, как важный компонент колонизационного процесса.

## Основные колонии
| Финикийские колонии | Финикийские колонии      | Финикийские колонии            | Финикийские колонии        | Финикийские колонии                 |
| Название            | Период основания         | Современное состояние          | Современное местоположение | Примечание                          |
| ------------------- | ------------------------ | ------------------------------ | -------------------------- | ----------------------------------- |
| Абила               | VII век до н. э.         | Сеута                          | Испания                    |                                     |
| Абдера              |                          | Руины                          | Испания                    | Основана Карфагеном                 |
| Акра Левке          | 230-е до н. э.           | Аликанте                       | Испания                    | Основана Карфагеном                 |
| Арамбис             | XII век до н. э.         | Эс-Сувейра                     | Марокко                    | Основана Карфагеном                 |
| Гадир               | около 1100 до н. э.      | Кадис                          | Испания                    |                                     |
| Гадрумет            | XI век до н. э.          | Сус                            | Тунис                      |                                     |
| Герна               |                          | Гуардамар-дель-Сегура          | Испания                    |                                     |
| Гибралтар           | около 950 до н. э.       | Гибралтар                      | Гибралтар                  |                                     |
| Гиппон              | около 1200 до н. э.      | Аннаба                         | Алжир                      |                                     |
| Гумми               | VIII век до н. э.        | Махдия (город)                 | Тунис                      |                                     |
| Игигили             |                          | Джиджель                       | Алжир                      |                                     |
| Икосим              |                          | Алжир (город)                  | Алжир                      |                                     |
| Иол                 | около 400 до н. э.       | Шершель                        | Алжир                      |                                     |
| Каралис             | VIII век до н. э.        | Кальяри                        | Италия                     |                                     |
| Карфаген            | IX век до н. э.          | Картаж                         | Тунис                      |                                     |
| Керкуан             |                          | Руины                          | Тунис                      |                                     |
| Китион              |                          | Ларнака                        | Кипр                       | Вероятно, основан микенцами         |
| Лептис-Магна        | около 1100 до н. э.      | Руины                          | Ливия                      |                                     |
| Лептис-Минор        | VIII до н. э.            | Руины                          | Тунис                      |                                     |
| Ликсус              | не позднее VIII до н. э. | Руины                          | Марокко                    |                                     |
| Лилибей             | 397 до н. э.             | Марсала (Сицилия)              | Италия                     |                                     |
| Магон               |                          | Маон                           | Испания                    |                                     |
| Мазар               | IX до н. э.              | Мадзара-дель-Валло             | Италия                     |                                     |
| Малака              | около 770 до н. э.       | Малага                         | Испания                    |                                     |
| Малет               | VIII век до н. э.        | Мдина                          | Мальта                     |                                     |
| Мотия               | VIII век до н. э.        | Марсала (Сицилия)              | Италия                     |                                     |
| Новый Карфаген      | 227 до н. э.             | Картахена                      | Испания                    | Основана Карфагеном                 |
| Русадир             | Ранее VI века до н. э.   | Мелилья                        | Испания                    |                                     |
| Русазус             |                          | Азеффун                        | Алжир                      |                                     |
| Сабрата             | VII—VI века до н. э.     | Руины                          | Ливия                      |                                     |
| Сала                | VII век до н. э.         | Сале                           | Марокко                    |                                     |
| Сева                | VI век до н. э.          | Константина (город)            | Алжир                      |                                     |
| Секси               | около 800 до н. э.       | Альмуньекар                    | Испания                    |                                     |
| Солунт              |                          | Санта-Флавия                   | Италия                     |                                     |
| Сулки               | конец IX века до н. э.   | Сант-Антиоко                   | Италия                     |                                     |
| Сус, или Зиз        | 734 до н. э.             | Палермо                        | Италия                     |                                     |
| Тапс                |                          | Руины                          | Тунис                      |                                     |
| Таррос              | VIII век до н. э.        | Руины                          | Италия                     |                                     |
| Тинги               | V век до н. э.           | Танжер                         | Марокко                    | Основана Карфагеном                 |
| Типаса              |                          | Типаза                         | Алжир                      | Основана Карфагеном                 |
| Утика               | XII век до н. э.         | Руины                          | Тунис                      | Первая финикийская колония в Африке |
| Фимиатирион         | VI век до н. э.          | Предположительно возле Агадира | Марокко                    | Основана Карфагеном                 |
| Финикий             | V век до н. э.           | Финике                         | Турция                     |                                     |
| Хиппо Акра          | около 1100 до н. э.      | Бизерта                        | Тунис                      |                                     |
| Эа                  | VII век до н. э.         | Триполи                        | Ливия                      |                                     |
| Эбесс               | 654 до н. э.             | Ивиса (город)                  | Испания                    |                                     |
| Эрикс               | VII век до н. э.         | Эриче                          | Италия                     |                                     |